# El detectiu Conan: La carta d'amor escarlata
El detectiu Conan: La carta d'amor escarlata (名探偵コナン から紅の恋歌 Meitantei Konan: Kara Kurenai no Rabu Retta) és una pel·lícula d'anime estrenada el 15 d'abril de 2017. És la vint-i-unena basada en la sèrie manga Detectiu Conan de Gosho Aoyama. Està dirigida per Kobun Shizuno, el director de les sis anteriors pel·lícules; guionitzada per Takeharu Sakurai i la banda sonora està composta per Katsuo Ono. Es classifica com una pel·lícula de comèdia dramàtica, misteri i crim. Es va estrenar doblada al català el 29 d'agost del 2020.
A la pel·lícula apareix un personatge, Momiji Ōoka, aparegut al volum 91 del manga i a la 22a. temporada de l'anime.
La cançó temàtica fou "Togetsukyō ~Kimi Omofu~", de Mai Kuraki.

## Argument
El detectiu Conan investiga l'autoria d'una sèrie d'atemptats terroristes que agiten Tòquio. Alhora, apareix a escena una misteriosa dona anomenada Momiji que afirma ser la xicota de Heiji Hattori, amic d'en Conan. El petit detectiu sospita que els dos fets poden estar relacionats.

## Doblatge
| Shinichi Kudo            | Kappei Yamaguchi   | Òscar Muñoz       |
| Conan Edogawa            | Minami Takayama    | Joël Mulachs      |
| Ran Mouri                | Wakana Yamazaki    | Núria Trifol      |
| Kogoro Mouri             | Akira Kamiya       | Jordi Royo        |
| Ai Haibara               | Megumi Hayashibara | Roser Aldabó      |
| Hiroshi Agasa            | Kenichi Ogata      | Fèlix Benito      |
| Genta Kojima             | Wataru Takagi      | Miquel Bonet      |
| Mitsuhiko Tsuburaya      | Ikue Ōtani         | Elisabet Bargalló |
| Ayumi Yoshida            | Yukiko Iwai        | Berta Cortés      |
| Sonoko Suzuki            | Naoko Matsui       | Eva Lluch         |
| Heiji Hattori            | Ryo Horikawa       | Hernán Fernández  |
| Kazuha Tooyama           | Yuko Miyamura      | Mònica Padrós     |
| Makoto Kyogoku           | Nobuyuki Hiyama    | Àlex de Porrata   |
| Heizo Hattori            | Kazuhiro Yamaji    | Francesc Belda    |
| Shizuka Hattori          | Masako Katsuki     | Marta Ullod       |
| Ginshiro Toyama          | Masaki Terasoma    | Santi Lorenz      |
| Goro Otaki               | Norio Wakamoto     | Jordi Boixaderas  |
| Fumimaro Ayanokoji       | Ryotaro Okiayu     | Eduard Itchart    |
| Momiji Ooka              | Satsuki Yukino     | Roser Vilches     |
| Muga Iori                | Daisuke Ono        | Jordi Nogueras    |
| Mikiko Hiramoto          | Riho Yoshioka      | Elisa Beuter      |
| Koji Sekine              | Daisuke Miyagawa   | Alex Molina       |
| Shikao Nagoro            | Kazuya Ichijo      | Roger Pera        |
| Toshiya Yajima           | Hideo Ishikawa     | Marc Torrents     |
| Font: Anime News Network |                    |                   |

## Rebuda
A l'estrena al Japó en 368 pantalles se'n van vendre 987.568 tiquets (amb una recaptació de 1.286.928.000 iens). Fou la més vista durant la setmana d'estrena en aquell país.
A la revista Flick Magazine la puntuaren amb un 3 sobre 5.

## Estrenes
- 2017, abril 15: Japó
- 2017, maig 18: Singapur
- 2017, juny 7: Indonèsia
- 2017, juny 22: Malàisia
- 2017, juliol 12: Filipines[6]